# Nathalie Alonso Casale
Pour les articles homonymes, voir Alonso et Casale.
Nathalie Alonso Casale (Paris, 1970) est une réalisatrice néerlandaise d’origine française et espagnole. Elle est aussi actrice, cadreuse, scénariste et monteuse. Sa spécialisation est de trouver une solution aux problèmes de montage.

## Origines
Elle émigre de la France vers les Pays-Bas à l'âge de quatre ans et reçoit une éducation trilingue (français, espagnol et néerlandais). En 1988 elle commence des études de cinéma à l'Académie de Film et de Télévision d'Amsterdam (NFTVA) et acquiert de l'expérience professionnelle en tant qu'assistante du réalisateur argentin Alejandro Agresti.
En 1992 elle réalise Memorias sin Batallas y otros muertos qui reçoit aux Pays-Bas un "Gouden Kalf" honorant le meilleur court-métrage néerlandais et le prix Pathé Tuschinski. Au niveau international le film obtient plusieurs prix (Premiers Plans Angers 1993, Festival du film étudiant de Tel-Aviv 1994).
Son premier long-métrage Memory of the Unknown (1996) est filmé aux Pays-Bas, en France et en Espagne. Dans le film, les dialogues sont en quatre langues. Le film est nommé en 1996 pour les VPRO Tiger Awards au International Film Festival de Rotterdam (IFFR) et est distribué aux Pays-Bas par le Nederlands Film Museum (NFM).
Son second long-métrage Figner, the End of a Silent Century (2006) est entièrement tourné en Russie et produit par Nathalie Alonso Casale elle-même. Les dialogues sont en russe. Le film raconte à partir d'un individu, le bruiteur Edgar Figner, l'histoire de la Russie et du cinéma russe. Près de cent morceaux de films d'archives, variant de 1910 jusqu'à 2000, sont intégrés dans le montage. La bande son est réalisée et mixée à Paris par Eric Lesachet. Le français Matt Dray écrit la musique. Figner, the End of a Silent Century est présenté lors de sa première en tant que coproduction néerlandaise/ française/ anglaise au International Film Festival de Rotterdam (IFFR) pour être ensuite distribué aux Pays-Bas par le Nederlands Film Museum (NFM). Le film fait sa première internationale au Festival de Locarno en 2006. Il est aussi en compétition au Festival international de films de femmes de Créteil en 2007.

## Voyages et conséquences
En 1992, Nathalie Alonso Casale part à Moscou pour écrire une série de courts-métrages documentaires, basés sur la vie quotidienne russe au début des années quatre-vingt-dix.
Elle monte le documentaire Het is een schone dag geweest (1993) du réalisateur néerlandais Jos de Putter (Festival de Lussas, 2002).
À Vilnius elle réalise en 1993 le premier d'une série de courts-métrages documentaires poétiques : 17th of March, from one's point of view. Ainsi que les autres films de cette série, ce documentaire a comme titre la date de tournage. Le film provoque des polémiques parce qu'il montre comment dans la rue un homme à moitié mort est ignoré par les passants. Il est récompensé par le "Grand Prix du meilleur Reportage" au Festival Méridiens à Aubagne, 1993.
À partir de ce moment-là, elle vit entre Vilnius, Moscou et Rotterdam. Tout en travaillant sur le scénario d'un premier long-métrage, elle travaille aussi pour d'autres réalisateurs en tant que monteuse, scénariste et actrice. Elle fait la voix en off (française) pour Sur Place (1996) de Paul Ruven. Elle joue le rôle de Sylvie dans El acto en Cuestion (1994) d'Alejandro Agresti et le rôle de Mimi dans Guernesey (2005) de Nanouk Leopold (La Quinzaine des réalisateurs, "Gouden Kalf" meilleure réalisation, meilleure actrice).
Son premier long-métrage Memory of the Unknown fait sa première en 1996.
Elle participe en 1996 à l'écriture du long-métrage Farafangana de Piet Oomes ("Prix Long-métrage de la ville de Rotterdam" (1998) et écrit les dialogues pour Erasmus Spitzen - Crossing a Bridge on Points (1998) de Noud Heerkens, dont elle fait par la suite le montage.
Bientôt son nom en tant que monteuse et Editing doctor est établi : elle travaille en tant que tel sur Krima-Kerime/ Noah's Ark de Herbert Curiël ("Prix Alexandre Sacha Petrovic" Belgrade, 1994), puis sur De toekomst is over een uur (1997) de Ramon Gieling, Biblioteka (1997) du réalisateur lituanien Kristionas Vildziunas, Een Intens realistisch doch romantisch liefdesdrama (2000) de Jesse de Jong ("Gouden Kalf" meilleur court-métrage), Hong-Kong/ HKG (1999) et The West/ SFO (2000) de Gerard Holthuis, Amin du réalisateur suédois David Dusa (prix UIP Rotterdam, 2007), The Unforbidden City film chinois du réalisateur-journaliste Floris-Jan van Luyn (2008) et Nothing Personal (2009) de la réalisatrice Urszula Antoniak.
En 1997, lors de la sélection de films underground de Saint-Pétersbourg pour un théâtre de Rotterdam, elle rencontre le groupe de performance russe Akhe avec lequel elle va produire et réaliser deux courts-métrages, Siesta, la Tetera y la Rosa (1998) et Man looks at Woman, Woman looks at Man (2000). Pendant deux ans elle accompagne Akhe en tant que manager lors de leurs tournées à travers l'Europe.
Elle réalise deux courts-métrages, 7 Maart (1998) et Couperus en Boxen (1998) pour l'émission "Sportpaleis de Jong", du VPRO. 7 Maart montre comment les émotions des spectateurs de football sont en fait une question de vie ou de mort. Couperus en boxen reprend un texte du début du XXe siècle de l'écrivain néerlandais Louis Couperus à propos de la boxe, pour le comparer avec le sport dans sa forme actuelle.
Nathalie Alonso Casale réalise un autre court-métrage poétique sur Rotterdam 3 Januari (1998) pour lequel elle reçoit le Grand Prix International au Festival Côté Court de Pantin. En 2001, l'International Film Festival de Rotterdam (IFFR) demande à Nathalie Alonso Casale de réaliser l’un des Waterfront Projects qui aura le plus de succès par la suite : un court-métrage documentaire poétique sur Saint-Pétersbourg : 11 November, St-Petersburg (2001).
En 1998 elle commence la préparation à Saint-Pétersbourg de son deuxième long-métrage Figner, the End of a Silent Century (2006). Elle y reside durant toute la production. Le film est monté par la monteuse russe Irina Gorokhovskaja, puis finalisé au Pays de Galles.
Aujourd'hui elle vit entre la France et les Pays-Bas. Elle prépare entre autres l’adaptation d’une nouvelle néerlandaise écrite en 1948 par Gerard Reve intitulée Werther Nieland pour lequel elle a suivi en 2006/ 2007 un Script Development Program au Maurits Binger Instituut à Amsterdam.

## Filmographie
- 2012 : Sortoi, op zoek naar levensmoed (en cours)
- 2012 : La BULAC; Trésors du Monde
- 2009 : Hammada
  - Compétition Festival Aye Aye du Film Court de Nancy 2010
- 2008 : ZomerJazzFietsTour ; Music for Bicycle Landscapes
- 2006 : Figner, the End of a Silent Century
  - Projet Cinemart Festival de Rotterdam 2002
  - Première Mondiale Festival de Rotterdam 2006
  - Première Internationale Festival de Locarno 2006
  - Compétition Nederlands Film Festival Utrecht 2006
  - Festival de Brisbane 2006
  - Festival de Mill Valley 2006
  - Compétition Festival international de films de femmes de Créteil 2007
- 2004 : La Casa
- 2001 : 11 November (Saint Petersbourg)
  - Première Mondiale Festival de Rotterdam 2001
  - Festival of Festivals Saint Petersbourg 2001
- 2000 : Man looks at Woman, Woman looks at Man
  - Première Mondiale Festival de Rotterdam 2001
  - Golden Horse Film Festival Taiwan 2001
  - Compétition Nederlands Film Festival Utrecht 2001
  - Compétition Festival Côté Court Pantin 2001
  - Regus London Film Festival 2001
  - Compétition Festival Message to Man à Saint Petersbourg 2001
  - Festival international du film de Cine Jove 2000
  - Filmfest Dresden 2000
- 1998 : Siesta, la Tetera y la Rosa
  - Première Mondiale Festival de Rotterdam 1998
  - Compétition Festival Côté Court Pantin 1998
  - Impakt Festival Utrecht 1998
  - Antimatter Underground Festival Canada 2000
- 1998 : 3 Januari
  - Festival de Rotterdam 1998
  - Grand Prix Festival Côté Court Pantin 1998
  - Festival Aye Aye du Film Court de Nancy 2002
- 1998 : Couperus en Boxen
- 1998 : 7 Maart
  - Festival du Film Court de Nancy 2002
- 1996 : Memory of the Unknown
  - Compétition VPRO Tiger Award Festival de Rotterdam 1996
  - Compétition du Festival Molodist (Kiev 1996)
- 1993 : 17th of March
  - Grand Prix Festival Méridiens à Aubagne 1993'
- 1992 : Memorias sin Batallas y otros muertos
  - Grand Prix Gouden Kalf Nederlands Film Festival Utrecht 1992
  - Grand Prix Pathé Tuschinski Utrecht 1992
  - Grand Prix Munchen Student Film Festival 1992
  - Grand Prix Student Film Festival Tel Aviv 1994
  - Grand Prix Premiers Plans Angers 1993
- 1991 : Grootvader, doodgraver
- 1990 : De Vader
  - Festival Méridiens Aubagne 1990
- 1987 : Día

## Autres
Jusqu'en 1998, Nathalie Alonso Casale a sa propre chronique mensuelle en tant que correspondant à l'étranger pour la revue néerlandaise de cinéma Skrien.
En 1996, elle fonde aussi sa propre compagnie de production basée à Rotterdam, Titanic Productions, avec laquelle elle va participer à de nombreuses coproductions (inter)nationales.
Nathalie Alonso Casale écrit de façon régulière des articles pour des revues artistiques ou littéraires, comme Passage d'encres ou Nexus.